# Lady Bullseye
Lady Bullseye è un personaggio dei fumetti pubblicati dalla Marvel Comics, controparte femminile di Bullseye, storico nemico di Devil, è ispirata all'antieroina giapponese Lady Snowblood.

## Biografia del personaggio
Nata in Giappone, Maki Matsumoto fu imprigionata dalla Yakuza per essere venduta come schiava. Salvata da Bullseye, rimase così colpita dall'abilità dell'uomo da decidere di imitarne le gesta come killer. Anni dopo arriva a New York dove lavora alle dipendenze della Mano, dimostrando, tuttavia, poca tolleranza per i rituali dell'ordine; nonostante ciò, uccide e fa resuscitare la Tigre Bianca e Tarantola Nera per farne i suoi servi. Nella sua identità civile lavora come avvocato, assistendo i genitori di Milla Donovan, la moglie mentalmente instabile di Matt Murdock, a ottenerne la custodia. Quando uno dei suoi colleghi la scopre, lei lo uccide per nascondere il suo segreto. Ormai in disaccordo con i suoi capi, offre a Devil la leadership della Mano, ma l'eroe rifiuta. Trasferitasi in Spagna va alla caccia di Kingpin, che era emigrato alla ricerca di una vita lontano dal crimine, uccide la fidanzata dell'ex-boss e i figli di lei e ferisce gravemente Kingpin stesso, dicendogli che sta recapitando un messaggio a Matt Murdock. Si scopre che il suo obiettivo reale è sempre stato quello di prendere la guida della Mano, come promesso al Maestro Izo, vecchia conoscenza dell'eroe senza paura, che viene rivelato essere il suo mentore. Tuttavia, anche Izo aveva un piano diverso, ovvero mettere alla guida dell'ordine Devil stesso; quando questo accade Lady Bullseye viene estromessa dalla Mano e, arrabbiata, giura di uccidere il vecchio maestro. Successivamente, si allea con Kingpin e istiga Devil contro Norman Osborn, tutto questo costringe l'eroe a dichiarare Hell's Kitchen territorio della Mano. Nella sua ultima apparizione nota, viene assunta, da un committente ancora sconosciuto, per ferire Pepper Potts con un fucile ad aria compressa.

## Poteri e abilità
Lady Bullseye non ha poteri sovrumani ma è una maestra nell'uso di diverse arti marziali, è abile nel combattimento corpo a corpo, nell'uso della katana e degli shuriken. Nella sua identità civile è esperta in materia giuridica.